# Пробуждение (Аватар: Легенда об Аанге)
«Пробуждение» (англ. The Awakening) — первый эпизод третьего сезона американского мультсериала «Аватар: Легенда об Аанге».

## Сюжет
Аанг просыпается на корабле нации Огня. Не понимая, что происходит, он выбегает на палубу и встречает своих друзей. Все они одеты в одежду армии народа Огня. Зуко плывёт на родину и говорит о своей судьбе Мэй, затем целуясь с ней. Катара сообщает Аангу, что он проспал несколько недель, когда подмечает, что у него красивые волосы. К ним подходит Хакода, отец Катары и Сокки, и девушка грубит папе. Затем она ведёт Аанга в каюту, где продолжает лечение его раны. Аанг вспоминает, что его убили в Ба-Синг-Се, и благодарит Катару за спасение духовной водой, которую она применила. Ло и Ли сообщают народу Огня о победе принцессы Азулы в Ба-Синг-Се и возвращении принца Зуко на родину. На следующий день Сокка рассказывает Аангу, что после падения Царства Земли они вернулись к Бухте хамелеона. Царь Земли отправился в путешествие со своим медведем в маскировке. Команда Аватара захватила один корабль народа огня из-за бессмысленности противостоять им. Они рассказывают об изменённом плане вторжения при затмении. Без крупной армии Царства Земли они совершат налёт поменьше небольшой группой при участии Пипсквика и Дьюка. Сокка радуется тому, что Аанг будет элементом неожиданности, ведь все считают его погибшим.
Аанг переживает из-за услышанной новости, и к ним приближается другой корабль нации Огня. Команда просит Аватара спрятаться, а Бато и Хакода разберутся с прибывшими. Командир противоположного судна говорит, что корабли западного флота должны плыть в Ба-Синг-Се для поддержки, но ему отвечают, что везут груз. Однако уходя он не верит им и подозревает, что корабль захвачен, собираясь его потопить. Тоф слышит это, и команда атакует магов огня. Зуко кормит утко-черепах, и они расплываются, когда подходит Азула. Принц переживает перед предстоящей встречей с отцом, которого не видел 3 года, ведь Зуко не привёл Аватара. Азула спрашивает, не мог ли Аватар каким-то образом выжить, и брат вспоминает о духовной воде Катары, но врёт сестре, что Аватар не мог выжить. Во время морского боя Аанг не хочет бездействовать, но Сокка уговаривает его не показываться. Появляется змей из перевала и топит корабль настоящих солдат нации Огня. Вечером у причала Сокка даёт Аангу повязку на голову, но Аватар не хочет скрывать свою стрелу и решает остаться в каюте. Катара остаётся поговорить с ним, и он винит себя в поражении в Ба-Синг-Се. Аанг не хочет, чтобы его друзья пострадали, и решает сразиться с Лордом Огня в одиночку, чтобы восстановить свою честь. Зуко заходит в покои своего отца. Катара приносит Аангу еду, но не видит его в каюте. Он улетел. Зуко кланяется Лорду Огня, и отец приветствует сына. Катара сообщает отцу про поступок Аватара и злится, что папа также оставил их, когда ушёл на войну. Она понимает его, но ей всё равно обидно. Хакода подбадривает дочку и мирится с ней.
Озай говорит Зуко, что принц вернул свою честь, и хвалит его за преданность в отличие от дяди-изменника. Лорд Огня более всего гордится тем, что принц убил Аватара, о чём ему рассказала Азула. Аанг в одиночку летит на планере и, скрываясь от нации Огня, попадает в шторм. Зуко врывается в спальню Азулы и спрашивает сестру, зачем она соврала отцу, и та сначала лжёт, что таким образом отблагодарила брата за помощь, отдав свои почести, но он не верит. Она отвечает, что если Аватар выжил, то вся честь и слава станут позором и разочарованием, но упоминает, что Зуко сам сказал, что Аанг окончательно погиб, и желает брату сладких снов, когда он уходит. В буре Аанг видит дух Аватара Року, который корит себя, что не предвидел войну и взвалил на мальчика свои проблемы, но считает, что Аангу по силам справиться. Появляется дух принцессы Юи и также поддерживает Аанга. Он выплывает на вулканический остров и засыпает. Утром его находят друзья и говорят, что будут помогать. Аватар берёт свой планер и решает сжечь его в лаве, чтобы никто не узнал о его возвращении.

## Отзывы

Динамика оценок IGN к эпизодам 3 сезона мультсериала

Макс Николсон из IGN поставил эпизоду оценку 8,8 из 10 и написал, что «серия хорошо объясняет текущую ситуацию, начиная с того, что Аанг просыпается на украденном вражеском корабле, а Зуко возвращается домой с Азулой». Рецензент отметил, что «динамика команды Аватара здесь была, пожалуй, самой сильной из двух основных сюжетных линий, поскольку Аангу приходилось иметь дело со своим статусом „умершего“, чтобы оставаться в тени». Критику также «было приятно видеть, как принцесса Юи в последний раз появляется в форме лунного духа». Николсон также порадовался «официальному представлению» Озая, которого, как и прежде, озвучил Марк Хэмилл.
Хайден Чайлдс из The A.V. Club подметил название эпизода — «Пробуждение», написав, что «наиболее очевидное определение этого слова — „прийти в себя“», но посчитал, что «оно означает осознание». Критик продолжил, что «для Аанга это осознание состоит в том, что он должен притвориться мёртвым, даже несмотря на то, что вина за его столетнее отсутствие — одно из его самых тяжёлых обременений, а возможность того, что это может повториться, — один из его величайших страхов». Рецензент написал, что «для Зуко пробуждение будет медленным, но оно начнётся с того, что он получит всё, что, по его мнению, хотел». Чайлдс отметил, что «в этом эпизоде встреча Зуко с отцом контрастирует с ссорой Катары и Хакоды». «Если Озай и сожалеет о том, что оставил шрам на лице своего сына и изгнал его, то он этого не показывает. Вместо этого он говорит о том, как гордится тем, что Зуко одержал победу в Ба-Синг-Се, предал своего дядю и убил Аватара» — пишет критик. В конце рецензент похвалил серию, что она «напоминает зрителям про то, что Озай не просто страдает манией величия и одержим сеять страх и хаос по всему миру — он также поистине хреновый папаша».